# Parafia św. Mikołaja w Parchowie
Parafia Świętego Mikołaja w Parchowie – rzymskokatolicka parafia w Parchowie. Należy do dekanatu bytowskiego diecezji pelplińskiej. Erygowana w 1222 roku.